# Epinephelus

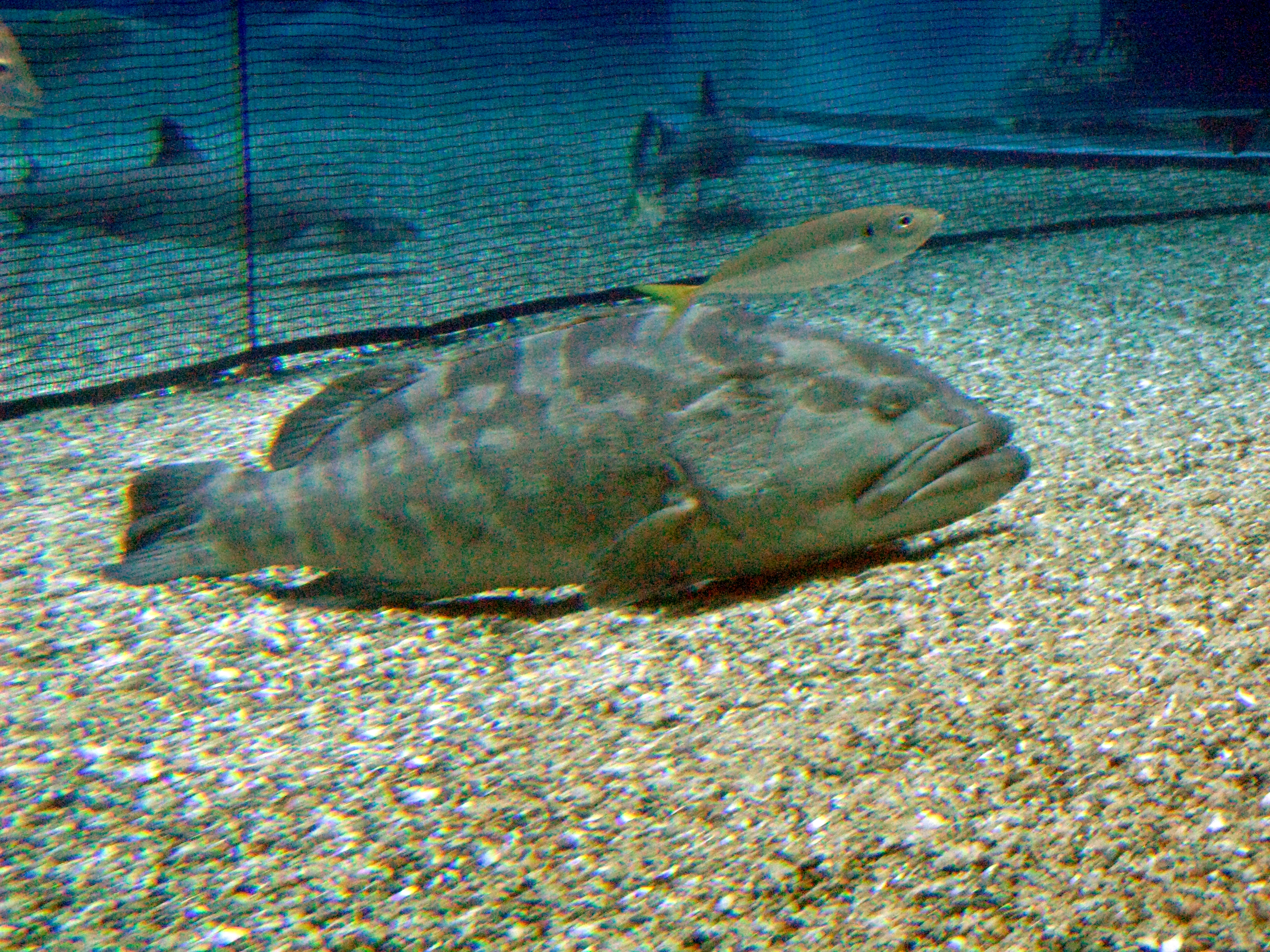
Epinephelus bruneus

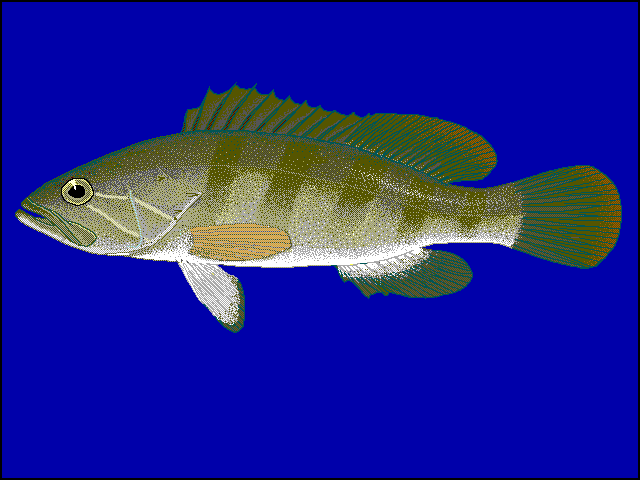
Anfós blanc

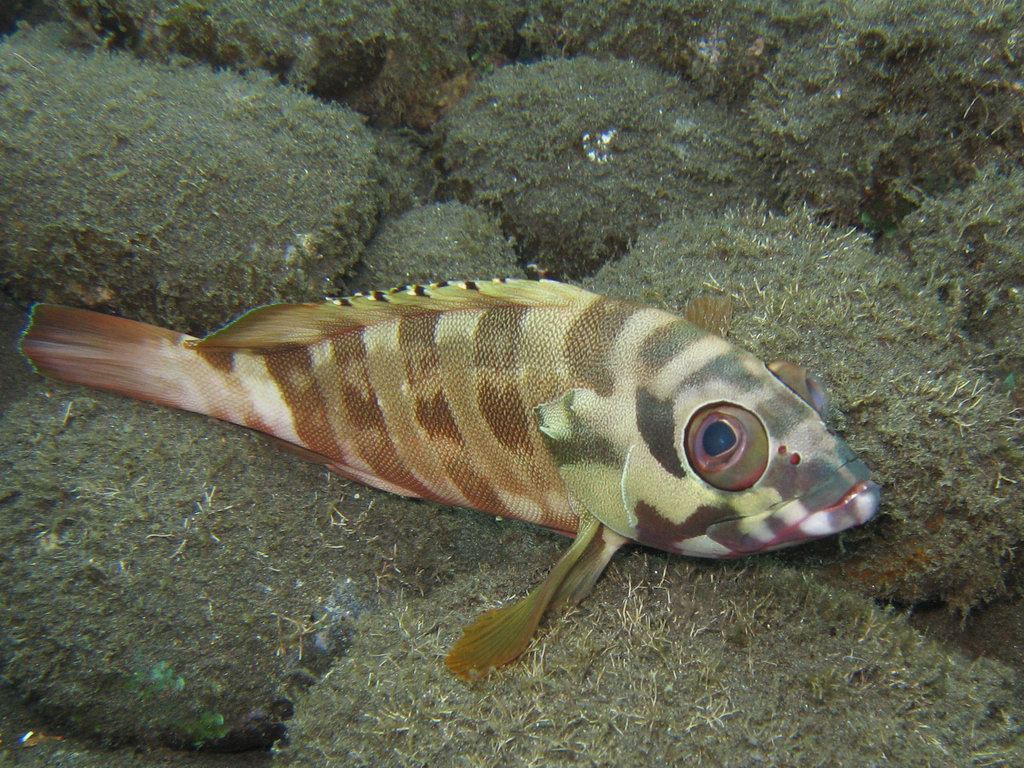
Epinephelus fasciatus

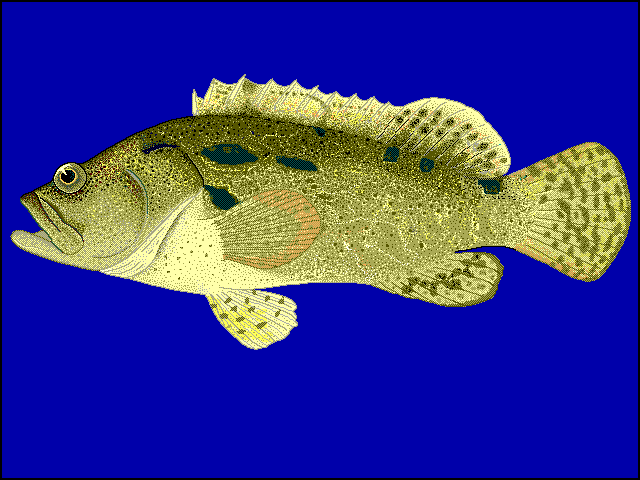
Epinephelus fuscoguttatus

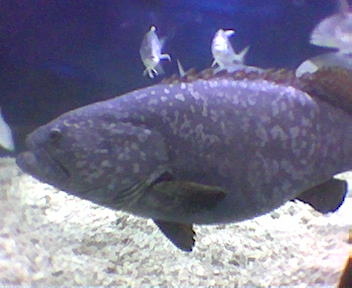
Anfós lanceolat

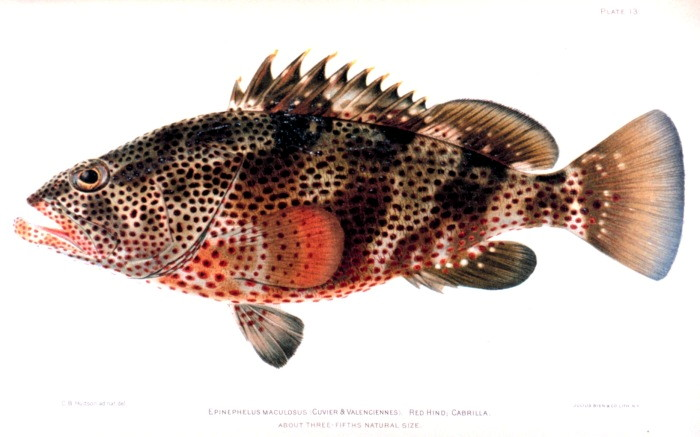
Epinephelus maculatus

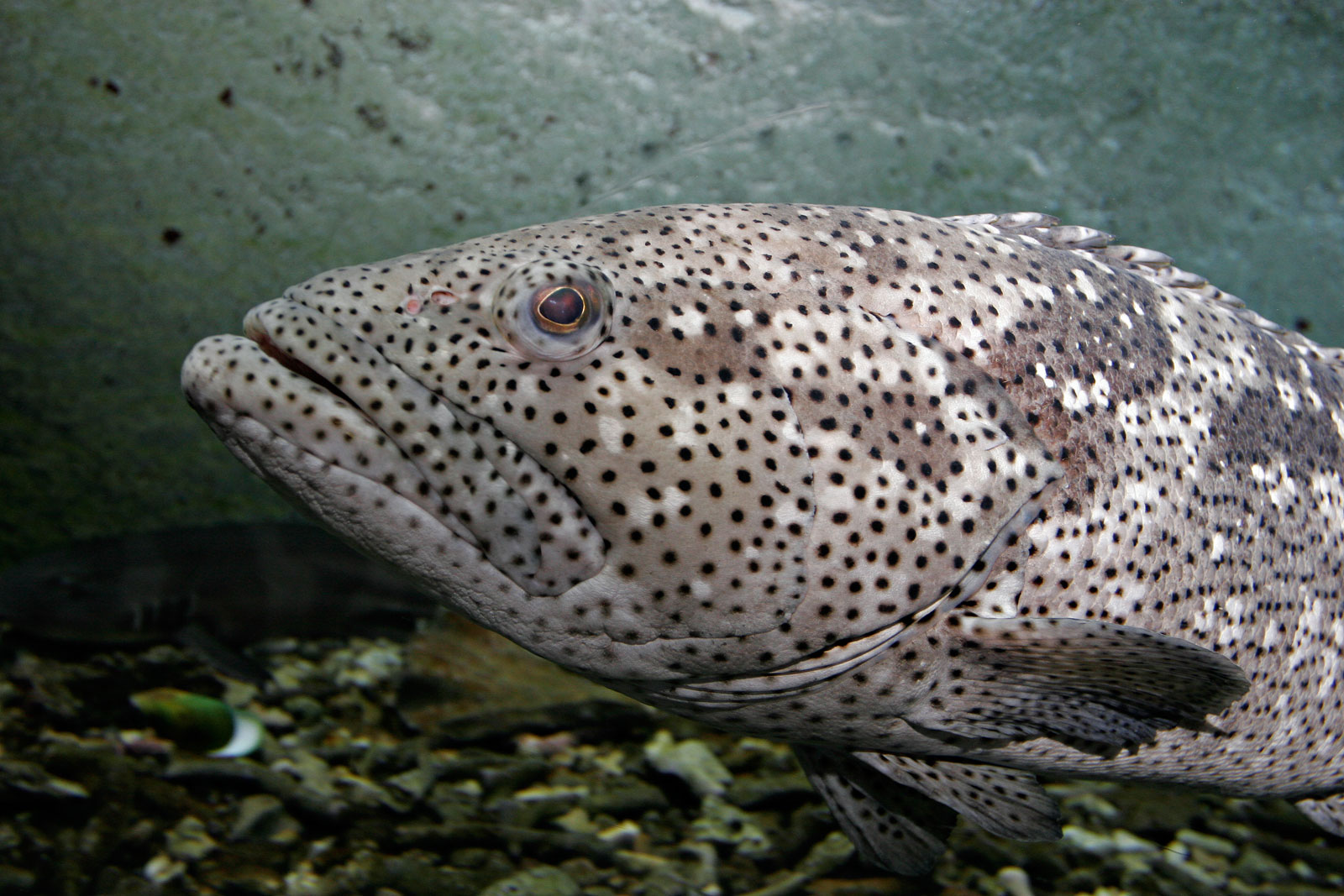
Epinephelus malabaricus

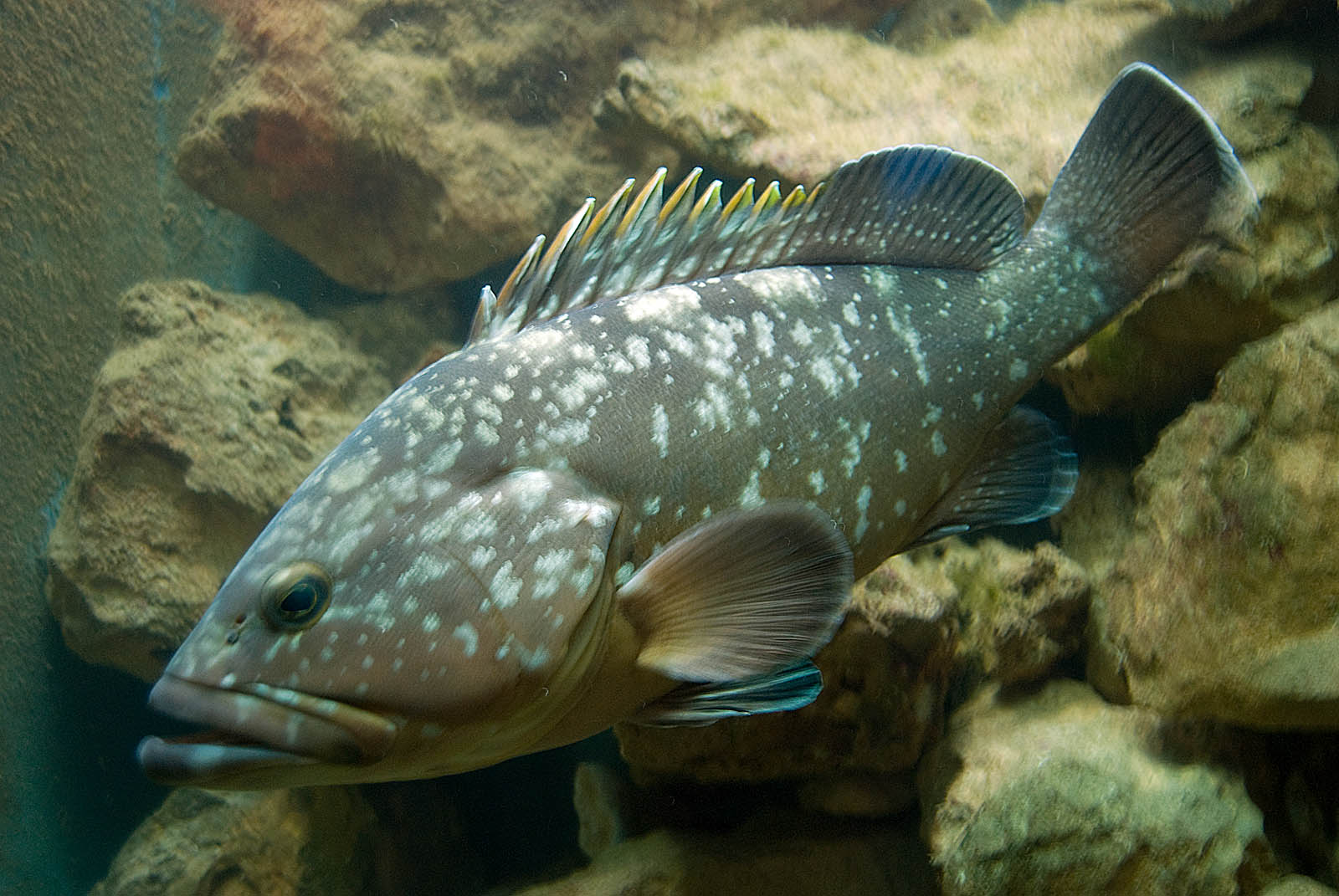
Anfós

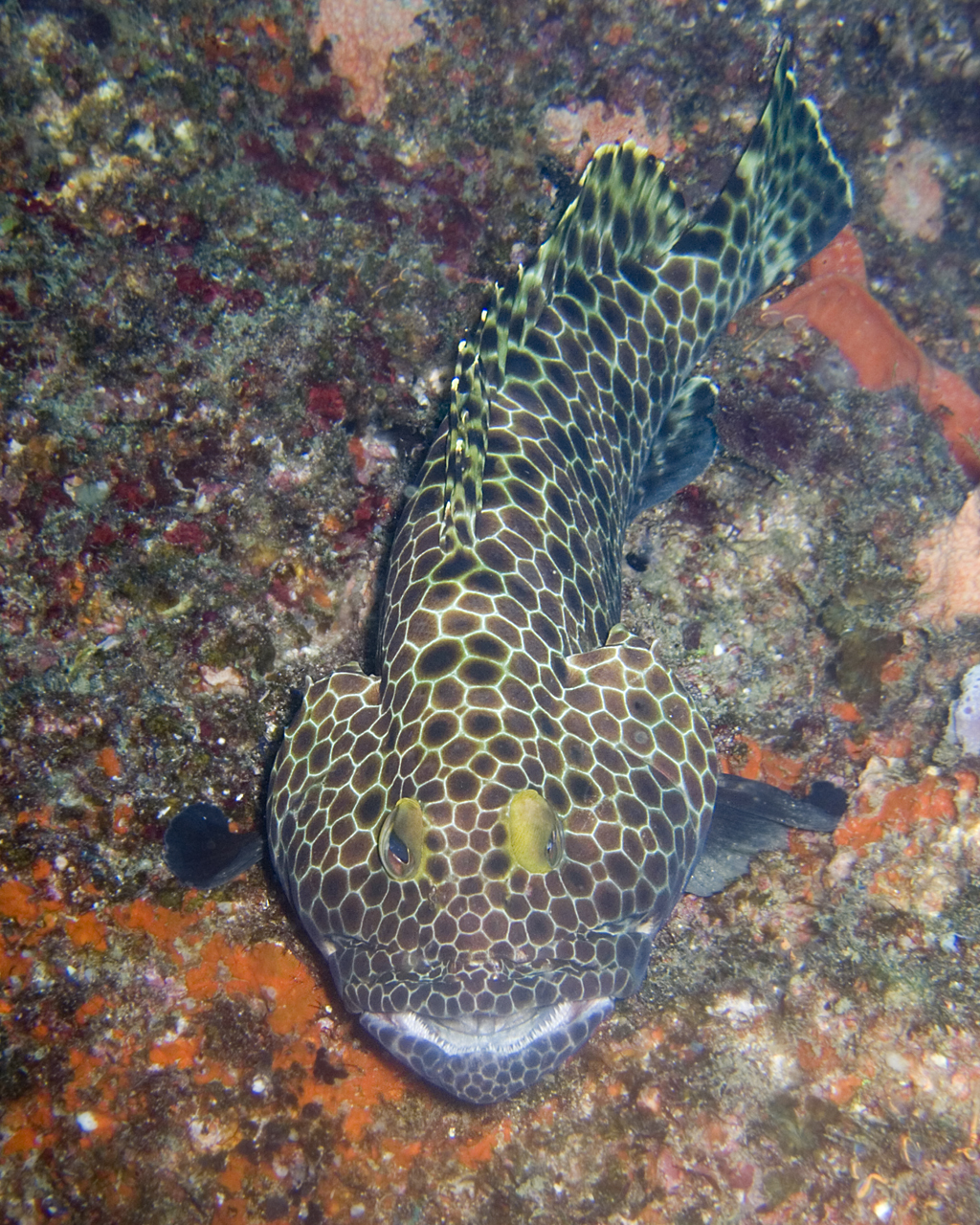
Epinephelus merra

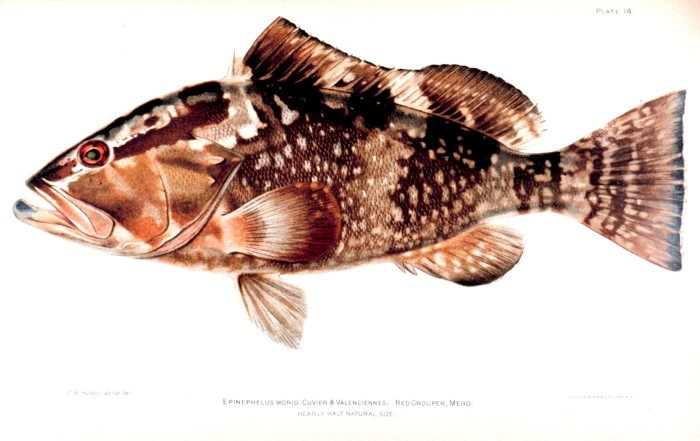
Mero roig

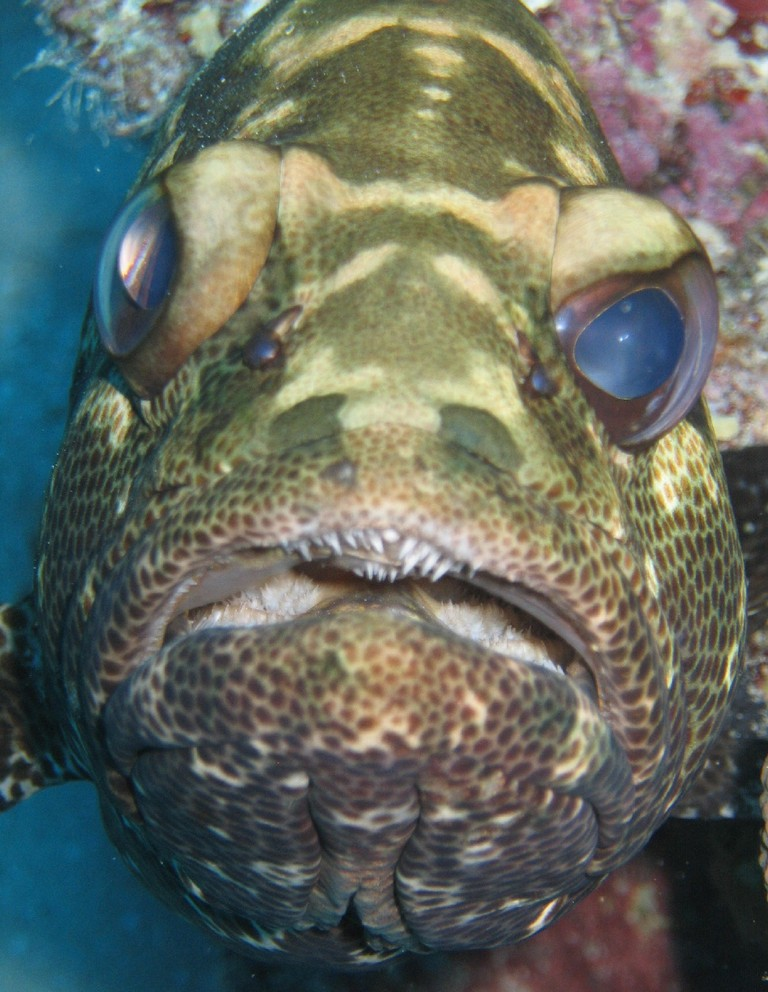
Epinephelus polyphekadion

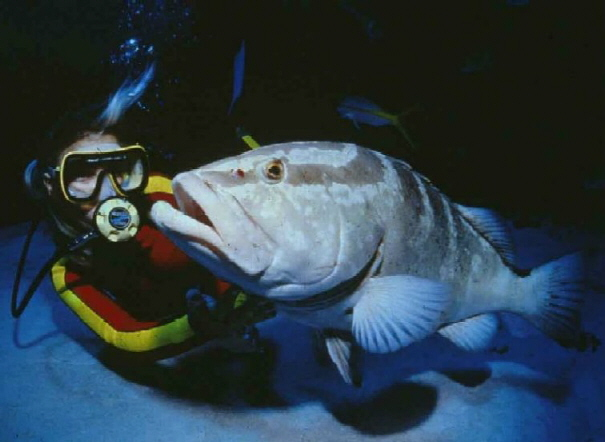
Mero de Nassau

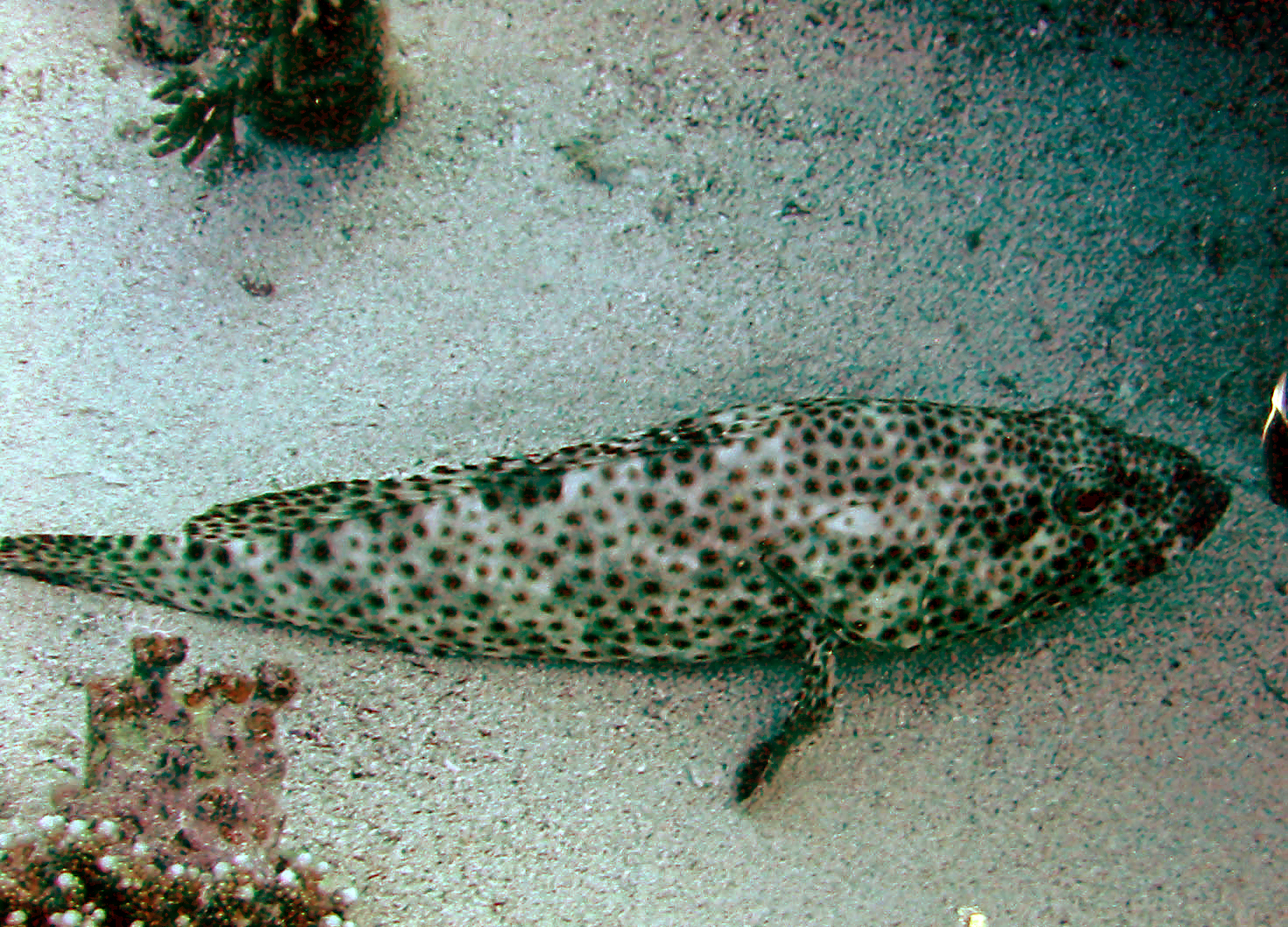
Epinephelus tauvina

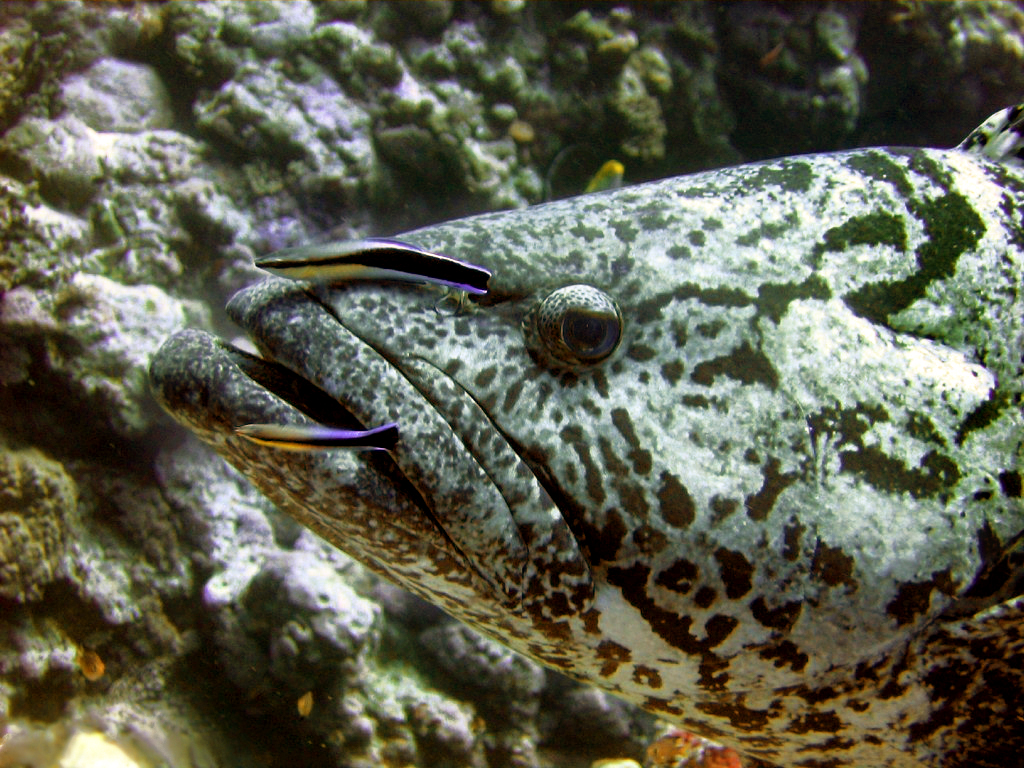
Un Epinephelus tukula essent netejat per dos Labroides dimidiatus al Mar del Corall.

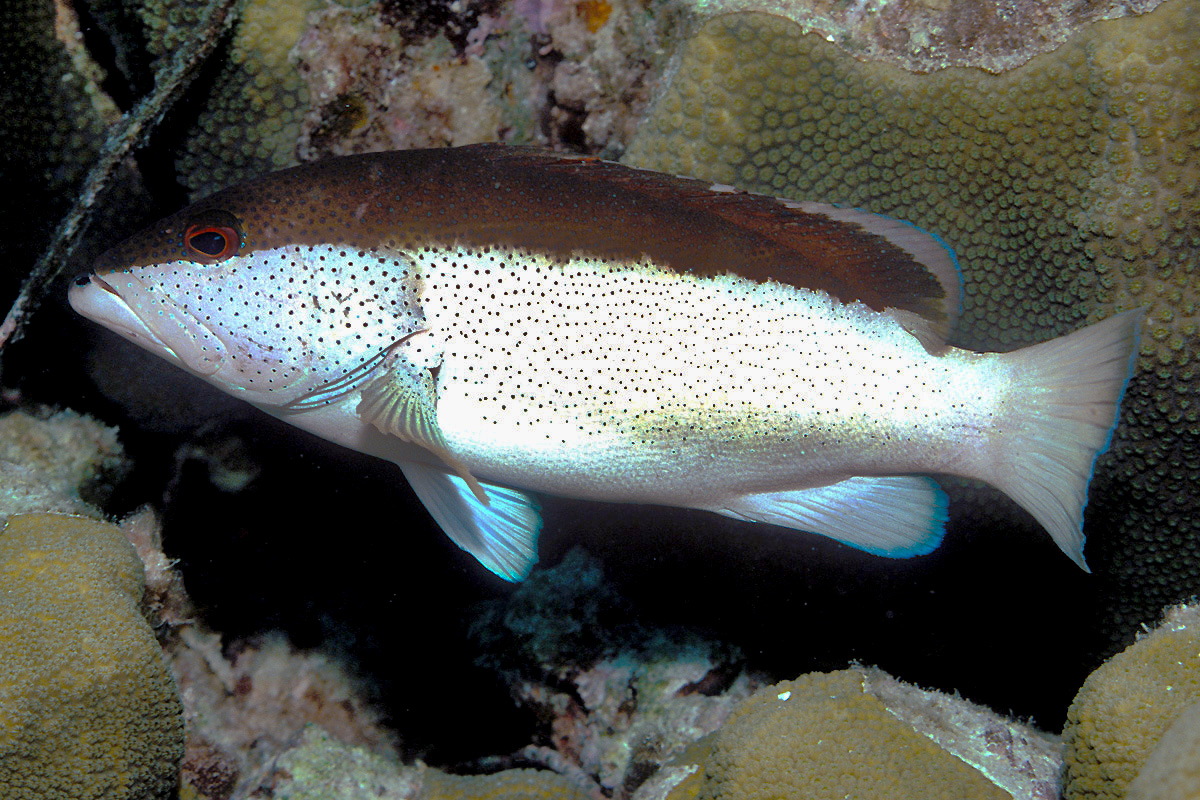
Epinephelus fulvus

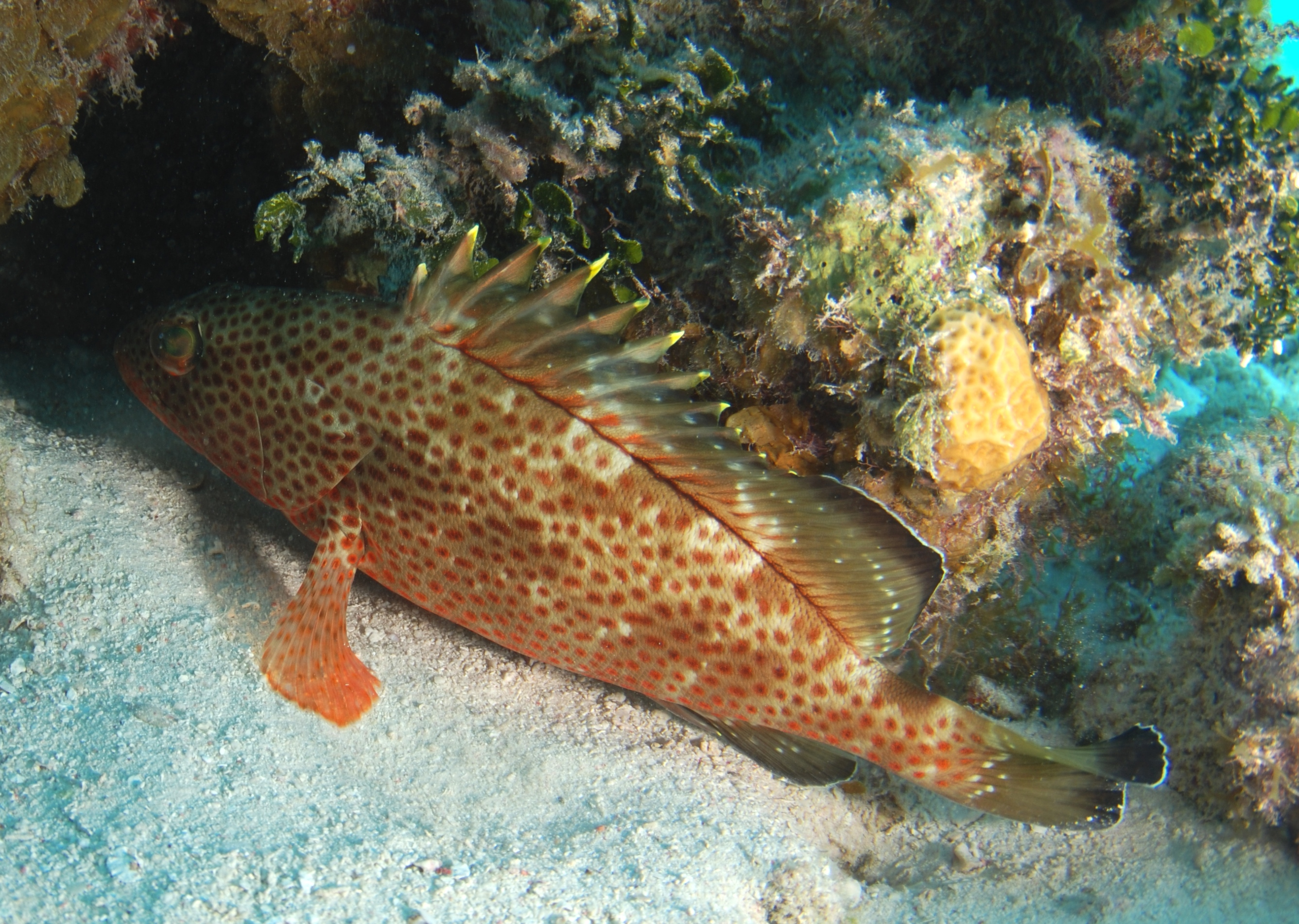
Epinephelus guttatus

Epinephelus és un gènere de peixos de la subfamília dels Epinefelins (anfosos o meros), de la família dels serrànids i de l'ordre dels perciformes. Es troba als mars i oceans tropicals i subtropicals.

## Taxonomia
- Epinephelus acanthistius
- Epinephelus adscensionis[3]
- Epinephelus aeneus - Anfós blanc[4]
- Epinephelus akaara - Anfós de taques roges
- Epinephelus albomarginatus
- Epinephelus amblycephalus
- Epinephelus analogus
- Epinephelus andersoni[5]
- Epinephelus areolatus
- Epinephelus awoara
- Epinephelus bilobatus
- Epinephelus bleekeri
- Epinephelus bontoides[6]
- Epinephelus bruneus
- Epinephelus caninus - Mero déntol[7]
- Epinephelus chabaudi
- Epinephelus chlorocephalus
- Epinephelus chlorostigma[8]
- Epinephelus cifuentesi
- Epinephelus clippertonensis[9]
- Epinephelus coeruleopunctatus[10]
- Epinephelus coioides[11]
- Epinephelus corallicola[8]
- Epinephelus costae[12]
- Epinephelus cyanopodus - Anfós blau[13]
- Epinephelus daemelii[14]
- Epinephelus darwinensis
- Epinephelus diacanthus
- Epinephelus drummondhayi
- Epinephelus epistictus
- Epinephelus ergastularius
- Epinephelus erythrurus[8]
- Epinephelus exsul
- Epinephelus fasciatomaculosus
- Epinephelus fasciatus[15]
- Epinephelus faveatus
- Epinephelus flavocaeruleus[16]
- Epinephelus flavolimbatus
- Epinephelus fuscoguttatus[15]
- Epinephelus gabriellae[17]
- Epinephelus goreensis
- Epinephelus guttatus[18]
- Epinephelus haifensis[19]
- Epinephelus heniochus
- Epinephelus hexagonatus[20]
- Epinephelus howlandi[21]
- Epinephelus indistinctus
- Epinephelus irroratus
- Epinephelus itajara[22]
- Epinephelus labriformis
- Epinephelus lanceolatus - Anfós lanceolat[10]
- Epinephelus latifasciatus
- Epinephelus lebretonianus
- Epinephelus longispinis[23]
- Epinephelus macrospilos[24]
- Epinephelus maculatus[25]
- Epinephelus magniscuttis
- Epinephelus malabaricus.[26]
- Epinephelus marginatus - Anfós[27]
- Epinephelus melanostigma[28]
- Epinephelus merra[29]
- Epinephelus miliaris[30]
- Epinephelus morio - Mero roig[8]
- Epinephelus morrhua
- Epinephelus multinotatus[31]
- Epinephelus mystacinus
- Epinephelus nigritus
- Epinephelus niphobles
- Epinephelus niveatus
- Epinephelus octofasciatus
- Epinephelus ongus[25]
- Epinephelus perplexus
- Epinephelus poecilonotus
- Epinephelus polylepis
- Epinephelus polyphekadion[32]
- Epinephelus polystigma
- Epinephelus posteli
- Epinephelus quernus
- Epinephelus quinquefasciatus
- Epinephelus quoyanus[30]
- Epinephelus radiatus
- Epinephelus retouti
- Epinephelus rivulatus[30]
- Epinephelus septemfasciatus
- Epinephelus sexfasciatus
- Epinephelus socialis[21]
- Epinephelus spilotoceps[28]
- Epinephelus stictus
- Epinephelus stoliczkae[33]
- Epinephelus striatus - Mero de Nassau[34]
- Epinephelus suborbitalis
- Epinephelus summana[15]
- Epinephelus tauvina[35]
- Epinephelus timorensis - Anfós de taques grogues
- Epinephelus trimaculatus
- Epinephelus trophis
- Epinephelus tuamotuensis
- Epinephelus tukula[36]
- Epinephelus undulatostriatus[37]
- Epinephelus undulosus